# Второй Борский мост
Второй Борский мост — мост через Волгу. Расположен рядом с Борским мостом. Используется для выезда транспорта из города.

## Расположение
Расположен на трассе Р159 «Нижний Новгород — Шахунья — Киров» напротив первого Борского моста. Со стороны Нижнего Новгорода, от улицы Сергея Акимова, идёт новая развязка к этому мосту.

## Строительство
В октябре 2013 года началось строительство второго Борского моста. Стоимостью 5,7 млрд руб., где 3,6 млрд руб. за счёт средств системы «Платон». По оценкам на июнь 2014 года работы по строительству моста выполнены на 30 %, к августу 2014 года были смонтированы все его опоры. По состоянию на июнь 2015 год велась установка первого пролёта моста, к ноябрю оба пролёта были установлены на уже установленные опоры. При отсутствии проблем с финансированием, ожидалось, что объект завершится к концу 2016 года.
С 1 августа 2016 года был закрыт наплавной мост, из-за начинающихся работ по строительству подъездных и подходов ко второму Борскому мосту.
На 19 августа дублёр Борского моста и прилегающая к нему дорожная инфраструктура была готова на две трети.
В середине сентября губернатор Нижегородской области Валерий Шанцев совершил первую автомобильную поездку по переправе. 4 ноября 2016 года было открыто рабочее движение по мосту (только для строительной техники).
21 июля 2017 года была включена подсветка и протестировано освещение моста.

## Пуск
Мост был запущен 31 июля 2017 года для выезда транспорта из города.